# Rhicnoda natatrix
Rhicnoda natatrix är en kackerlacksart som beskrevs av Robert Walter Campbell Shelford 1907. Rhicnoda natatrix ingår i släktet Rhicnoda och familjen jättekackerlackor. Inga underarter finns listade i Catalogue of Life.